# 北沢彪
北沢 彪（きたざわ ひょう、本名：菅野 義雄（すげの よしお）、1911年5月18日 - 1980年8月4日）は、日本の俳優。東京市小石川区（現在の東京都文京区）出身。妻は俳優の堤真佐子。文化学院文学部卒。

## 人物・来歴
文化学院在学中から演劇活動を行い、1931年、同窓生の長岡輝子らとテアトル・コメディを結成。
昭和12年、劇団解散とともにPCL（東宝の前身）に入社。
復員後はフリーランスで活動し、1950年に自宅で朗読（後に演劇）集団やまびこ会を主宰。多くの演劇青年がこれに参加し、本格的な活動を志向することとなり、テアトル・エコーと命名された。1956年に劇団現代座を創立。現代座と並行して綜芸プロに所属し、二月プロなどにも所属していた。1962年に現代座が解散した後は劇団芸協の創立に参加。
ラジオでは『君の名は』で主人公の後宮春樹を演じた。
朝の連続テレビ小説記念すべき第一回作品『娘と私』で主演したことでも知られ、今日に至る定番ドラマの確立にも寄与した。

## 出演

### 映画
- かぐや姫（1935年）
- 女軍突撃隊（1936年）[2][注釈 3]
- 球根三銃士（1936年）
- 吾輩は猫である（1936年）
- 母なればこそ（1936年）
- 女人哀愁（1937年）
- からゆきさん（1937年）
- 青春部隊（1937年）
- 日本女性読本（1937年）
- お嬢さん（1937年）
- 維新秘話 戦ひの曲（1937年）
- 美しき鷹（1937年）
- たそがれの湖（1937年）
- 世紀の合唱 愛国行進曲（1938年）
- 新柳桜（1938年）
- 街に出たお嬢さん（1938年）
- 冬の宿（1938年）
- 鶯（1938年）
- 沙羅乙女（1939年）
- 忠臣蔵（1939年）
- 上海陸戦隊（1939年）
- 街（1939年）
- 君を呼ぶ歌（1939年）
- 雲月の鈴蘭の妻（1940年）
- 銀翼の乙女（1940年）
- 釣鐘草（1940年）
- 嵐に咲く花（1940年）
- 二人の世界（1940年）
- 隣組の合唱（1940年）
- 大地に祈る（1941年）
- 虞美人草（1941年）
- 闘魚（1941年）
- 指導物語（1941年）
- 八十八年目の太陽（1941年）
- 母は死なず（1942年）
- ハワイ・マレー沖海戦（1942年） - 津村主計長[6]
- 明日を創る人々（1946年）
- 或る夜の殿様（1946年）
- 今ひとたびの（1947年）
- 女優（1947年）
- 銀座の踊子（1950年）
- 夜の緋牡丹（1950年）
- 風にそよぐ葦（1951年）
- 宝塚夫人（1951年）
- 桃の花咲く下で（1951年）
- 私はシベリヤの捕虜だった（1952年）
- 蛇と鳩（1953年）
- 大阪の宿（1954年）
- 日本敗れず（1954年）
- 泉へのみち（1955年）
- 不滅への熱球（1955年）
- 元禄美少年録（1955年）
- 嫁ぐ日（1956年）
- 父と子と母（1956年）
- のり平の三等亭主 愉快な家族（1956年）
- 江戸三国志（1956年）
- 検事とその妹（1956年）
- あなたも私もお年頃（1956年）
- 波止場の王者（1956年）
- 曙荘の殺人（1957年）
- 新しい背広（1957年）
- 純愛物語（1957年）
- 続サラリーマン出世太閤記（1957年）
- 森と湖のまつり（1958年）
- 若い素肌（1960年）
- 大暴れ風来坊（1960年）
- 美しき抵抗（1960年）
- 日本のいちばん長い日（1967年）
- 眠れる美女（1968年）
- リオの若大将（1968年）
- クレージーの殴り込み清水港（1970年）
- 「されどわれらが日々」より 別れの詩（1971年）
- 栄光への反逆（1970年）
- 現代任侠史（1973年）
- 華麗なる一族（1974年） - 石川
- ノストラダムスの大予言（1974年） - 学者C[6]
- あした輝く（1974年）
- 続・愛と誠（1975年）
- おれの行く道（1975年）
- 忍術 猿飛佐助（1976年）

### ラジオ
- 君の名は（1952年、NHK）

### テレビ
- 真贋の森（1959年5月27日、日本テレビ）
- 連続テレビ小説 娘と私（1961年 - 1962年、NHK） - ナレーション兼任 / 私 役
- 松本清張シリーズ・黒の組曲 第11話「生年月日」（1962年、NHK） - 渡部教授
- 水曜サスペンス「紙の牙」（1964年9月30日、日本テレビ）
- 特別機動捜査隊 第194話「河の女」（1965年、NET / 東映テレビプロ） - 植木浩之助
- 信子とおばあちゃん（1969年 - 1970年、NHK）
- 水戸黄門（TBS / C.A.L）
  - 第2部第3話「暁の決斗 -福島-」（1970年10月12日） - 岡崎庄左衛門
  - 第4部
    - 第7話「消えた雛人形 -新発田-」（1973年3月5日） - 八重樫保ヱ門
    - 第20話「湖水の女 -十和田-」（1973年6月4日) - 庄兵ヱ

  - 第5部
    - 第5話「苦難を越えて -松本-」（1974年4月29日） - 脇田源左衛門
    - 第6話「お新に惚れた男 -高山-」(1974年5月6日） - 市右衛門
    - 第25話「黄門爆殺計画 -長崎-」、第26話「福江城の対決 -五島-」（1974年9月23日） - 荒木屋平蔵

  - 第6部 第18話「紙を喰う虫 ‐高知‐」（1975年7月28日） - 吉田頼母
  - 第7部 第23話「地獄で聞いた佐渡おけさ -佐渡-」（1976年10月25日） - 清水久左衛門
  - 第8部 第29話「妖雲晴れた桜島 -鹿児島-」（1978年1月30日） - 轡屋吾兵衛
- 火曜日の女シリーズ 逃亡者－この街のどこかで－（1970年、大映テレビ室・日本テレビ） -養護施設園長
- おさな妻（1970年 - 1971年、東京12チャンネル / C.A.L） - 久保田信策
- 大忠臣蔵（1971年、NET / 三船プロ）
- 軍兵衛目安箱 第8話「見知らぬ男の夜」（1971年、NET / 東映） - 玄石
- 大岡越前（TBS / C.A.L）
  - 第3部 第29話「ギヤマンの謎」（1973年1月1日） - 清兵ヱ
  - 第4部 第19、20話「天下を盗る（前・後編）」（1975年2月10、17日） - 小川円庵
- 国盗り物語（1973年、NHK） - 行祐
- 銭形平次 第363話「噂」（1973年、フジテレビ / 東映） - 備前屋
- 遠山の金さん捕物帳 第142話「七万石を拾った男」（1973年、NET / 東映） - 中山三太夫
- 若さま侍捕物手帖 第6話「江戸はガラクタの花盛り」（1973年、KTV） - 弥右衛門
- 鉄人タイガーセブン （1973年 - 1974年、フジテレビ / ピー・プロ） - 滝川博士 
  - 第1話「ムー原人 恐怖の大反乱」
  - 第14話「燃える命のろくろ地獄」
- 必殺シリーズ（ABC / 松竹）
  - 助け人走る 第9話「悲願大勝負」（1973年） - 玉井市左衛門
  - 暗闇仕留人 第22話「怖れて候」（1974年） - 喜三郎
- 荒野の用心棒 第18話「黒い陰謀は波涛を越えて…」（1973年、NET / 三船プロ） - 渡辺十斉
- 木下恵介アワー わが子は他人（1974年、TBS） - 津島義孝
- 大江戸捜査網 第37話「切腹はご免だ!」（1974年、12CH / 三船プロ） - 神崎左門
- 銀河テレビ小説 （NHK）
  - 雨やどり（1975年） - 飯田先生
- 座頭市物語 第17話「花嫁峠に夕陽は燃えた」（1975年、CX / 勝プロ）- 庄屋与左衛門
- 伝七捕物帳 第130話「涙にぬれた罪の花」（1976年、NTV）- 藤原元信